# Guerra franco-indiana
La guerra franco-indiana rappresentò il fronte nordamericano della guerra dei sette anni.
La definizione French and Indian War, usato dalla storiografia anglosassone, si riferisce ai nemici della Gran Bretagna: i francesi e le numerose tribù "indiane" loro alleate. Tuttavia vi furono alcune tribù che si allearono ai britannici, fra cui i Cherokee.
Fu combattuta tra il 1754 e il 1763 da Francia e Gran Bretagna e si concluse con l'espulsione dei francesi dai territori del Canada e dei futuri Stati Uniti (fatta eccezione per le isole di Saint-Pierre e Miquelon, tuttora territorio francese).

## I territori contesi e l'inizio delle ostilità

Le colonie francesi (azzurro) e inglesi (rosso) prima della guerra

Verso la metà del XVIII secolo, Francia e Gran Bretagna posero i loro interessi sulla ricca e incontaminata valle dell'Ohio. Subito i francesi cominciarono a costruire vari forti lungo il perimetro di questo territorio e gli inglesi risposero con varie missioni diplomatiche, cercando di far ritirare i francesi dalla valle.
Altro territorio conteso era l'Acadia. Quest'ultimo fu ceduto dalla Francia alla Gran Bretagna alla fine della guerra di successione austriaca, gli inglesi cominciarono subito a insediarvi nuovi coloni e a costruire nuovi insediamenti. Dal canto loro, i francesi costruirono forti lungo il confine, incitando gli indiani a compiere scorrerie contro le colonie avversarie.
Nel 1754 i franco-indiani iniziarono a collaborare per distruggere gli insediamenti britannici, che risposero con le armi dando il via alle ostilità. In Acadia non si svolsero grandi battaglie, ma solo scorrerie e scaramucce, mentre nella valle dell'Ohio, il colonnello George Washington fu incaricato dal governatore della Virginia di far fronte ai distaccamenti nemici. I francesi costruirono Fort Duquesne (rinominato successivamente dagli inglesi Fort Pitt, l'odierna Pittsburgh) e fecero partire una spedizione per la Virginia, che chiedeva il ritiro delle truppe britanniche dai loro possedimenti; questa fu intercettata da Washington, che annientò il distaccamento e che a sua volta sarà costretto a ritirarsi, contro un'altra spedizione francese che lo sconfiggerà a Fort Necessity.
L'estate dell'anno successivo (1755), dalla Gran Bretagna giunsero truppe regolari, comandate dal generale Edward Braddock. Queste avevano lo scopo di conquistare Fort Duquesne e cacciare i francesi dalla valle dell'Ohio. Braddock guidava circa 2000 uomini e con l'aiuto di campo di Washington partì alla volta del forte. Sdegnando ogni consiglio di Washington, il generale inglese cadde in un'imboscata tesa da francesi e indiani, chiamata anche battaglia del fiume Monongahéla, dove, oltre a perdere la vita, Braddock lasciò sul campo 400 uomini.

## Le offensive francesi

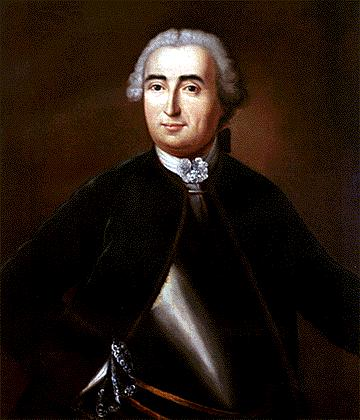
Il marchese Louis-Joseph de Montcalm

Nel 1756, dopo due anni dall'inizio delle ostilità in Nord America, scoppiò in Europa la guerra dei sette anni; in quello stesso anno arrivò in America il generale Louis-Joseph de Montcalm, a prendere il controllo delle truppe francesi con nuovi rinforzi. In agosto, si mosse da Fort Carillon (Fort Ticonderoga per gli Inglesi), dove fece ampliare il sistema difensivo, il quale si trovava sulla strada che da Albany portava a Quebec e quindi poteva destare interesse ai britannici; verso Fort Oswégo, che ostacolava la comunicazione tra Fort Niagara e Fort Carillon e unica base inglese sul lago Ontario.
I francesi, dopo un intenso bombardamento, mettendo fuori uso le batterie del forte, ottennero la resa dagli assediati e distrussero il forte.

L'anno successivo, il 1757, il teatro delle operazioni si spostò sul lago George, dove sorgeva Fort William Henry. Con l'arrivo dell'estate, Montcalm decise di colpirlo, approntando una spedizione contro e ponendovi un assedio. I francesi, anche qui come a Fort Oswégo, applicarono un pesante bombardamento contro il forte e scavando le trincee sempre più vicino ad esso, poterono posizionare i mortai, devastandolo. Durante l'assedio, gli inglesi riuscirono attraverso un messaggero a chiedere aiuto al vicino Fort Edward, dove risiedeva il generale Webb. Il corriere di ritorno a Fort William Henry fu catturato e la richiesta d'aiuto fu mostrata da Montcalm al colonnello Monroe, comandante del forte, che apprendendo del rifiuto alla sua richiesta, accettò la resa ai francesi forti di 11000 uomini. Durante la ritirata a Fort Edward, la colonna in marcia venne attaccata dagli indiani, che compirono un massacro. A Fort Edward ritornarono circa 1400 inglesi dei 2200 che erano partiti. Questo episodio è narrato anche nel romanzo L'ultimo dei Mohicani.

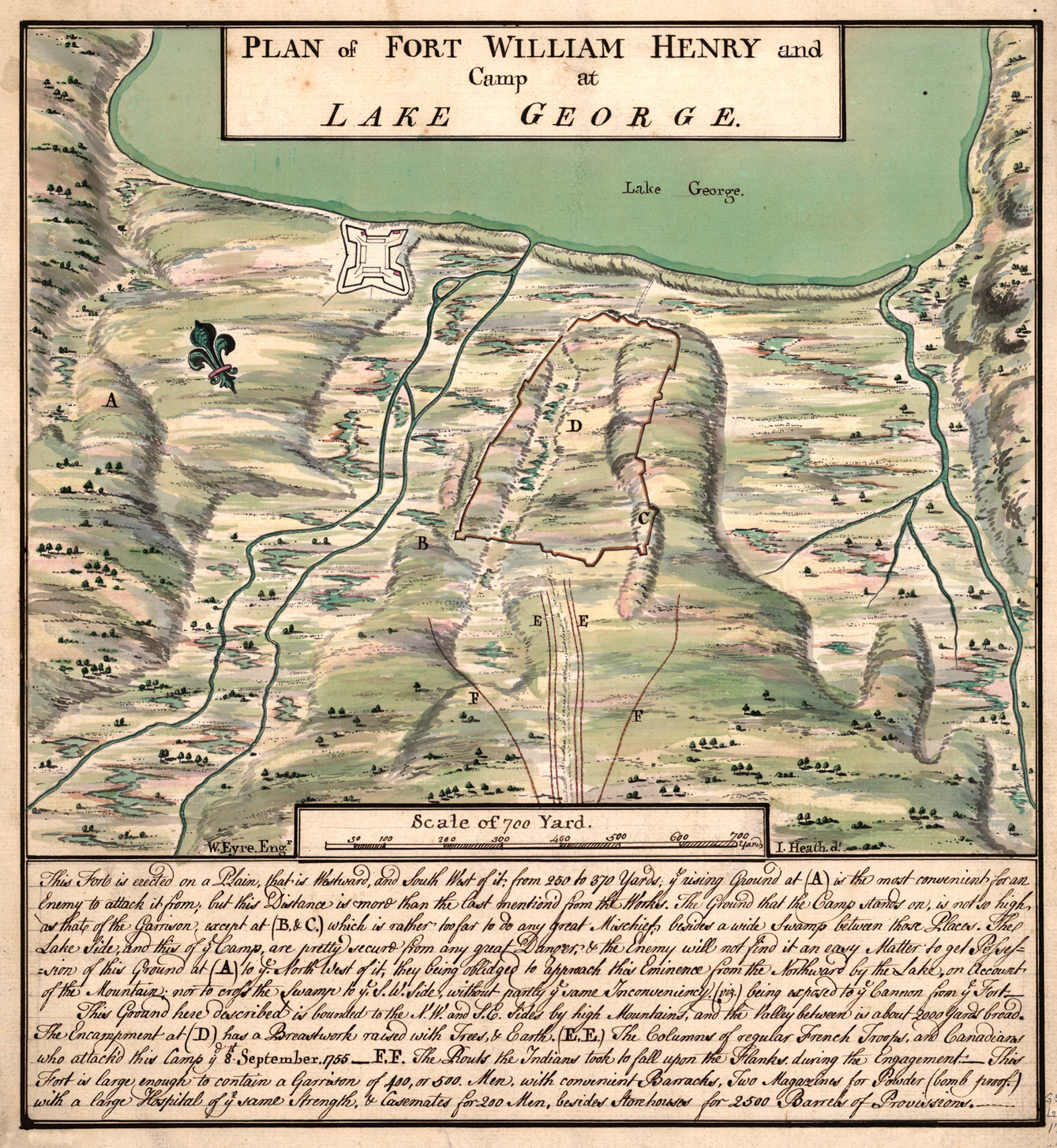
Carta di Fort William Henry

## L'anno della svolta

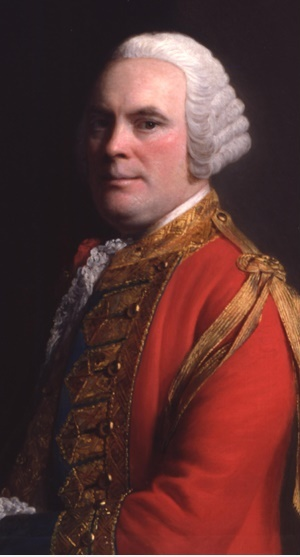
Il generale James Abercrombie

Nel 1758 le sorti della guerra iniziano a ribaltarsi. Gli inglesi guidati dal generale Abercrombie, passano all'offensiva attaccando Fort Carillon. Radunati 20000 uomini, si imbarcano sul lago George e approdano di fronte al forte a nord del lago. Nonostante ripetuti assalti, i britannici dovettero ritirarsi, dopo aver subito gravi perdite, al punto di partenza.
Nello stesso anno, a fine primavera, gli inglesi, dopo numerosi blocchi marittimi al porto di Louisbourg, in Acadia, decisero di conquistare la città, importante base navale francese, che bloccava l'accesso via mare a Quebec. Appena il tempo lo permise, i britannici sbarcarono vicino alla città, sbaragliando le piccole difese sulla spiaggia. Successivamente iniziarono a scavare trincee di fronte alle fortificazioni della città, dove mettervi l'artiglieria per bombardarla. Dal quel momento in poi ci fu un intenso fuoco contro la città, sia dalle posizioni via terra, sia dalle navi da guerra via mare, che riuscirono a colpire una nave nel porto facendola saltare in aria, che a sua volta incendiò le navi vicine facendole esplodere anch'esse. Oltre a questo, l'artiglieria distrusse vari bastioni e l'ospedale. Con soli cinque cannoni funzionanti, il governatore De Drucour accettò la resa incondizionata, consegnando la città agli inglesi. 
In quello stesso anno i britannici conquistarono Fort Duquesne e distrussero Fort Frontenac.

## La caduta della Nuova Francia
Nel 1759 le offensive inglesi non si arrestarono, conquistando Fort Niagara con la relativa perdita di comunicazione tra il Canada francese e la Louisiana, occupando Fort Carillon e Fort Saint Frédéric (presso l'odierna Crown Point), abbandonati dai francesi per poter difendere Quebec e Montréal dalla minaccia britannica e attaccando la stessa Quebec.
Al comando di 9000 veterani il generale James Wolfe, con l'arrivo dell'estate, pose l'assedio alla capitale francese in Nord America. Contemporaneamente al bombardamento della città, furono sbarcate le truppe, che colsero i francesi impreparati e che li affrontarono alle piane di Abramo. Dopo un iniziale attacco francese, guidati dal marchese di Montcalm, gli inglesi sfondarono le linee nemiche, inseguendoli fino a Quebec, stando però fuori dalla portata dei cannoni della città. Successivamente allo scontro, entrambe le fazioni perderanno i loro comandanti, gli inglesi il generale Wolfe sul campo (dopo essere stato ferito due volte, fu colpito una terza volta e questa gli fu letale) e i francesi il generale Montcalm, morto il giorno successivo a causa delle ferite riportate. Dopo un lungo assedio e continui bombardamenti, la città di Quebec si arrese agli inglesi il 17 settembre. Durante l'inverno, i francesi tentarono nuovamente un attacco per la conquista di Quebec prima dell'arrivo della primavera, quindi prima che gli inglesi potessero ricevere rinforzi via nave dal San Lorenzo, a quel momento ancora ghiacciato, ma fallirono e questa fu la loro ultima offensiva.

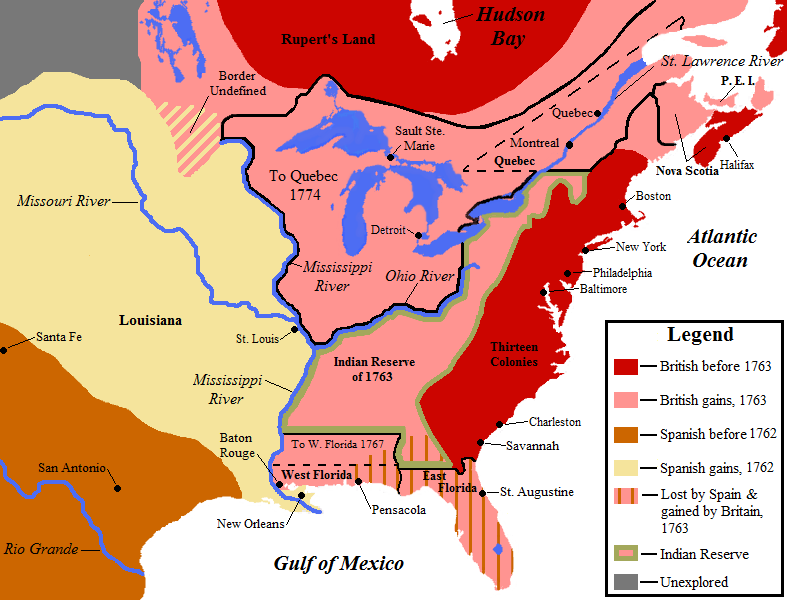
Si può notare in rosa i territori acquisiti dagli inglesi dopo la pace di Parigi e in giallo chiaro i territori divenuti spagnoli dopo la pace di Fontainebleau

L'anno successivo, il 7 settembre 1760, si arrese anche Montréal, stretta in una mossa a tenaglia: infatti gli inglesi, oltre ad avanzare da nord, da Quebec, arrivavano anche da Oswègo (ricostruito) e dal lago Champlain.

## Tattiche di guerra batteriologica
Nel 1763 gli inglesi usarono anche tattiche di guerra batteriologica per fiaccare la resistenza indiana, distribuendo agli indiani Delaware coperte infette dal vaiolo provenienti da Fort Pitt, già Fort Duquesne, dove era scoppiata un'epidemia. Con una lettera al colonnello Henry Bouquet, datata 16 luglio 1763, il generale dell'esercito britannico in Nord America, Jeffrey Amherst, dichiara di approvare il piano suggerito dal sottoposto e aggiunge di "utilizzare qualsiasi altro metodo utile a estirpare questa esecrabile razza". Le tribù indiane ne furono decimate.

## La Pace di Parigi
La pace di Parigi del 10 febbraio 1763 pose fine al conflitto e segnò l'espulsione dei francesi da quasi tutto il Nord America. Tutta la Nuova Francia passava sotto controllo inglese, fino al fiume Mississippi, invece i territori oltre il fiume furono ceduti alla Spagna: Napoleone li riconquistò sconfiggendo la Spagna, per poi vendere l'intero territorio della Louisiana agli Stati Uniti nel 1803.

## L'insurrezione indiana
Il 27 aprile 1763 il concilio di guerra delle tribù indiane che avevano combattuto per i francesi decise presso Detroit di continuare la guerra contro gli inglesi. Il capo più influente fu Pontiac. Furono assediati Fort Detroit e Fort Pitt, ma poi gli indiani, non essendo appoggiati dai francesi, abbandonarono la guerra.